# Уналактиго

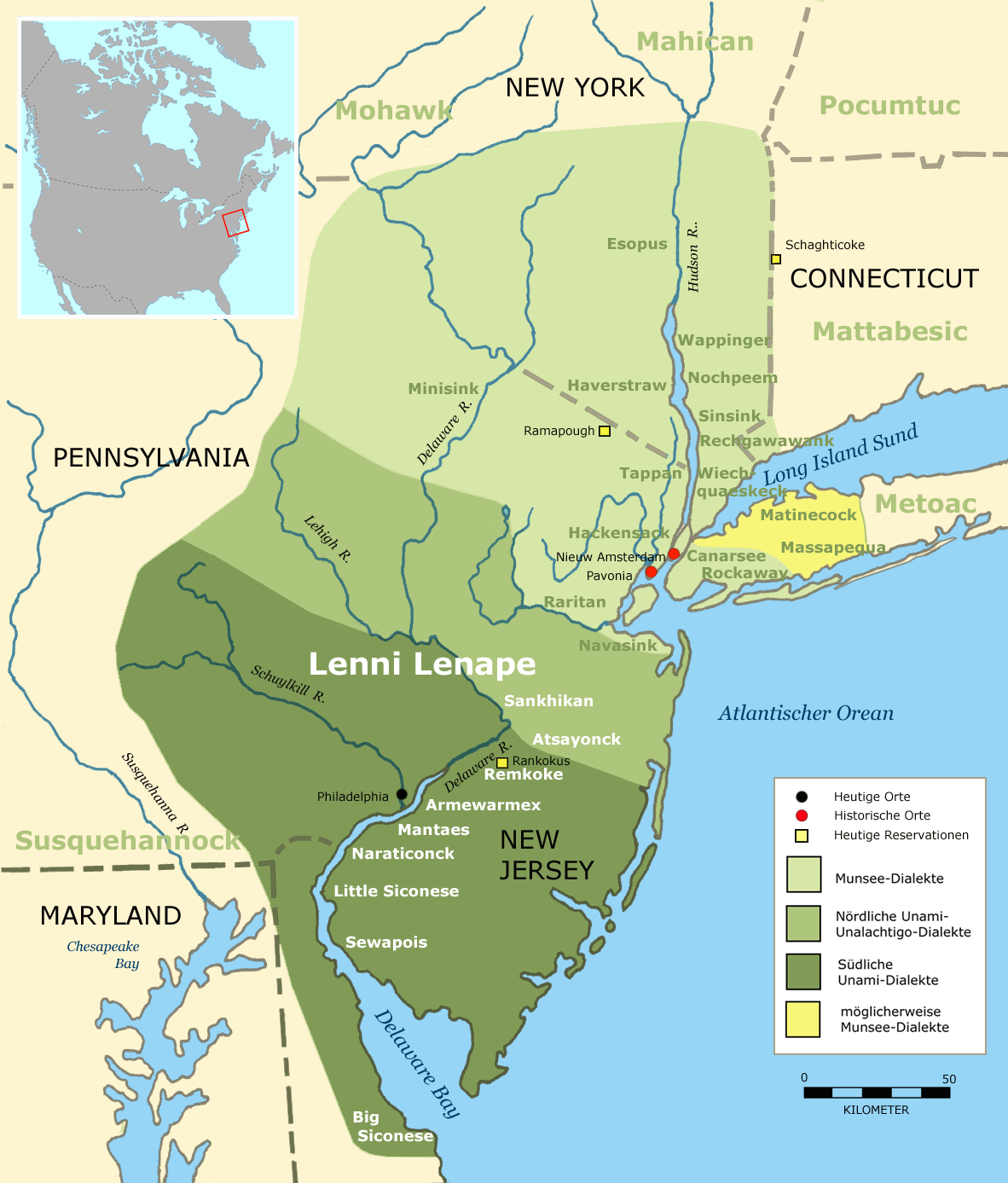
Делавары: уналактиго вместе с северными унами показаны средней заливкой.

Уналактиго или уналаштиго (Unalachtigo, W’nalātchtko) — одна из племенных групп в составе делаваров.
Точное место проживания племени остаётся предметом дискуссий. Ранее предполагалось, что уналактиго жили по нижнему течению реки Делавэр южнее Филадельфии вплоть до северной части штата Делавэр. Сейчас же считается, что в этих местах жили южные делавары. Лингвист Ив Годдард определил, что уналактиго происходят из долины Лихай (в штате Пенсильвания) и соседних областей Нью-Джерси.
Говорили на одном из трёх диалектов делаварского языка унами, входящего в алгонкинскую подсемью алгскских языков. Диалект уналактиго был близок северному диалекту унами (уналими) и вымер в XVIII веке, в период противостояния делаваров с европейскими колонизаторами.
Сохранились названия деревень и (или?) племён данной группы на их родном языке: Amimenipaty, Assomoche, Atayonek, Big Siconese, Chikohoki (Chihohock, Chilohoki), Cranbury, Hickory, Hopokohacking, Kahansuk, Kechemech, Little Siconese (Chiconesseck), Manta (Mantes), Memankitonna, Minguannan (Minguahanan, Minguarinari), Nantuxet, Naraticon (Naraticonck, Narraticong), Quenomysing (Quineomessinque), Roymount, Sewapoo (Sewapoi), Sickoneysinck (Siconese, Sikonessink), Tirans и Watcessit.